# アル・バーティンFC
アル・バーティンFC（英語: Al Batin FC, アラビア語: نادي الباطن لكرة القدم)）は、サウジアラビアのハファル・アル＝バーティンをホームタウンとする、サウジ・ファーストディヴィジョンリーグに加盟するプロサッカークラブである。

## タイトル

### 国内タイトル
- サウジ・ファーストディヴィジョンリーグ : 1回
  - 2019-20

### 国際タイトル
- なし

## 現所属メンバー
2023年11月16日現在
注：選手の国籍表記はFIFAの定めた代表資格ルールに基づく。
| No. | Pos. |                  | 選手名                                                  |
| --- | ---- | ---------------- | ------------------------------------------------------- |
| 1   | GK   | サウジアラビア   | バジル・アルバハラニ                                    |
| 4   | DF   | サウジアラビア   | ハーレド・アル＝ハスラン                                |
| 5   | DF   | モロッコ         | アミン・アトウチ                                        |
| 6   | DF   | フランス         | ティボー・ペール                                        |
| 7   | MF   | サウジアラビア   | ミシャリ・アル＝カータニ                                |
| 8   | MF   | サウジアラビア   | ヤヒヤ・アル＝カルニ                                    |
| 9   | FW   | コートジボワール | ママドゥ・ソロ                                          |
| 10  | MF   | ウルグアイ       | ブラヒアン・アレマン                                    |
| 11  | MF   | サウジアラビア   | ムハンマド・アル＝サーリ                                |
| 12  | GK   | モロッコ         | アブデラリ・ムハムディ                                  |
| 13  | DF   | サウジアラビア   | ハッサン・アル＝アスマリ (アル・イテハドからレンタル中) |
| 14  | MF   | サウジアラビア   | イスマイル・オマル                                      |
| 15  | FW   | サウジアラビア   | アブドゥルラフマン・サード                              |
| 19  | DF   | サウジアラビア   | ハッサン・アル＝ジュバイリ                              |
| 20  | MF   | サウジアラビア   | タリク・アル＝ムタイリ                                  |

| No. | Pos. |                | 選手名                                                  |
| --- | ---- | -------------- | ------------------------------------------------------- |
| 21  | MF   | サウジアラビア | アブドゥレラ・アル＝バリ                                |
| 22  | GK   | サウジアラビア | ミシェル・ハリス                                        |
| 24  | DF   | サウジアラビア | サクル・マムドゥ                                        |
| 25  | MF   | モロッコ       | ザカリア・ラフラリ                                      |
| 26  | GK   | サウジアラビア | ファラ・アル＝シャンマリ                                |
| 27  | DF   | サウジアラビア | ラビー・ハウサウィ                                      |
| 29  | DF   | サウジアラビア | バーダー・ナセル                                        |
| 45  | FW   | サウジアラビア | アブドゥルラフマン・アンワル                            |
| 48  | MF   | サウジアラビア | アブドゥラー・アル＝サムティ                            |
| 66  | DF   | サウジアラビア | サラー・アル＝ベン・アリ                                |
| 76  | MF   | ガーナ         | アイザック・サッキー                                    |
| 77  | FW   | サウジアラビア | ユーセフ・ファワズ                                      |
| 94  | MF   | サウジアラビア | ナワーフ・アル＝セヒマイ                                |
| 99  | FW   | サウジアラビア | ディダン・アル＝ムタイリ (アル・シャバブからレンタル中) |

監督
- クイム・マチャド

## 歴代監督
- ハビブ・ベン・ロムダン 2014–2016
- ユースリ・ビン・カーラ 2016
- ハリド・アル・コロニ 2016
- アデル・アブデル・ラフマン 2016
- ハリド・アル・コロニ 2016–2017
- クイム・マチャド 2017–2018
- シプリアン・パナイト 2018
- フランキー・フェルコーテレン 2018
- ユセフ・アル・ガディール 2018–2019
- シプリアン・パナイト 2019
- リダ・ジェディ 2019
- ホセ・ガリド 2019–2021
- アレクサンダー・ヴェセリノビッチ 2021
- ネナド・ララトヴィッチ 2021
- ダルコ・ノヴィッチ 2021
- アレン・ホーヴァット 2021–2023
- ズドラフコ・ロガルシッチ 2023
- スルジャン・ヴァシリエヴィッチ 2023
- クイム・マチャド 2023–

## 歴代所属選手
- アイマン・マスルーティ 2018
- クリサン・ダ・クルス・ケイロス・バルセロス 2018-2019
- イスマエル・バングラ 2019
- サンドロ・シェンク 2019
- マルティン・カンパーニャ 2020-2023
- アフリイェ・アックア 2021-2022
- マウリシオ・デ・カルヴァーリョ・アントニオ 2021-2023
- アンドレス・フェリペ・ロア 2023
- レンゾ・ロペス 2023